# Shareholder Ownership Value
La Shareholder Ownership Value è una teoria finanziaria il cui postulato risulta essere: il modello di computo del costo medio ponderato del capitale (WACC) per attualizzare i flussi di cassa (Miller & Modigliani (1958, 1963), Sharpe (1978) e Ruback R. S. (2002)) non "regge" ("it does not hold validity")  per decisioni di investimento di lunghissimo periodo in presenza di un azionista unico (o gruppi famigliari compatti).  Occorre introdurre secondo una componente aggiuntiva legata alla possibilità di "esercitare controllo da parte del Proprietario (Owner) dei beni (assets) e la destinazione dei conseguenti flussi di cassa (cash flows)  nel lungo periodo. 
La trattazione matematica/finanziaria mostra come gli attuali sistemi valutativi sottostimino il valore degli attivi aziendali nel lungo periodo mediante la simulazione di un investimento in immobiliare passivo per 200 anni rispetto all'affitto (sotto l'ipotesi di perfetta informazione, trasparenza ed efficienza dei mercati). Alla fine del periodo considerato, l'affittuario risulta costretto ad accrescere la propria ricchezza a un ritmo proporzionalmente superiore rispetto al proprietario dell'immobile, qualora desideri rimanere inquilino. 
È una teoria di attualità nel mondo accademico finanziario statunitense. La teoria dello Shareholder Ownership Value è stata sviluppata da Paolo G. Alberoni gestore del Fondo di Special Situation Private Equity BlackSwan Investment  quando studiava per lMBA alla Wharton School of the University of Pennsylvania in un articolo pubblicato sul Wharton Journal nel Marzo 1994. 
L'evidenza del fenomeno è che la performance di lungo periodo delle società quotate che dismettono il patrimonio immobiliare non riporta rendimenti “above benchmark” rispetto alle società che non dismettono il patrimonio immobiliare. Alcuni esponenti della comunità finanziaria hanno usato tali analisi per forzare l'intervento della Amministrazione Obama al fine di interrompere il sostegno di tali attività di “depauperamento” delle società  concludendo che tale attività di scorporo andassero solo a beneficio delle Banche d'affari che lucrano fee sulle cessioni di tali patrimoni.